# Psion
Psion Plc. är ett brittiskt företag som tillverkar handdatorer och deras systemprogram.

## Historia

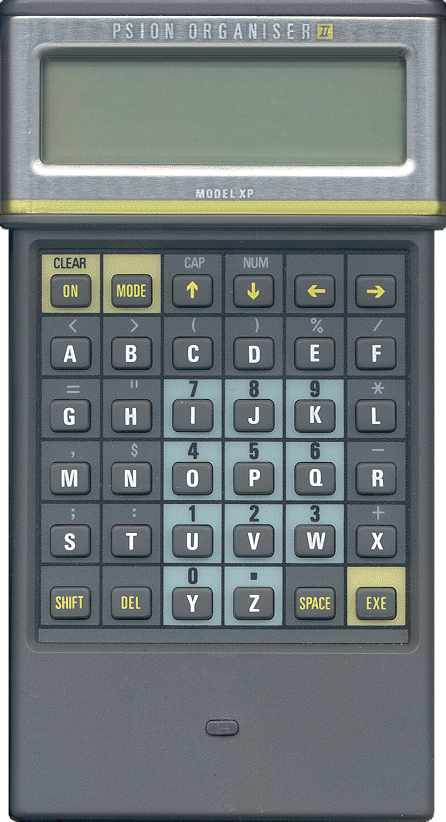
Psion Organiser II

Företaget grundades 1980 av den sydafrikanskfödde universitetsprofessorn Sir David Potter. Psion var då en förkortning av "Potter Scientific Instruments Or Nothing". Ursprungligen utvecklade man mjukvara för hemdatorer, särskilt för ZX Spectrum. Programmen släpptes oftast av Melbourne House eller av Sinclair Research själva. Detta ledde till att Psion också fick kontraktet att utveckla det integrerade programpaketet till Sinclairs avancerade 32-bitsdator QL: Ordbehandlaren Quill, kalkylprogrammet Abacus, databanken Archive och grafprogrammet Easel. Programpaketet utkom även till MS-DOS, då under namnet PC-4.
1984 inledde Psion den verksamhet som skulle komma att bli dess huvudsakliga affärsgren. Den första handdatorn, Organiser I var för sin tid ovanligt kompakt och hade god batteritid, även om den med sin lilla skärm och avlånga tangentbord såg ut som en stor miniräknare. Uppföljaren Organiser II såg ut på ett liknande sätt och blev för sin tid och kategori en storsäljare.

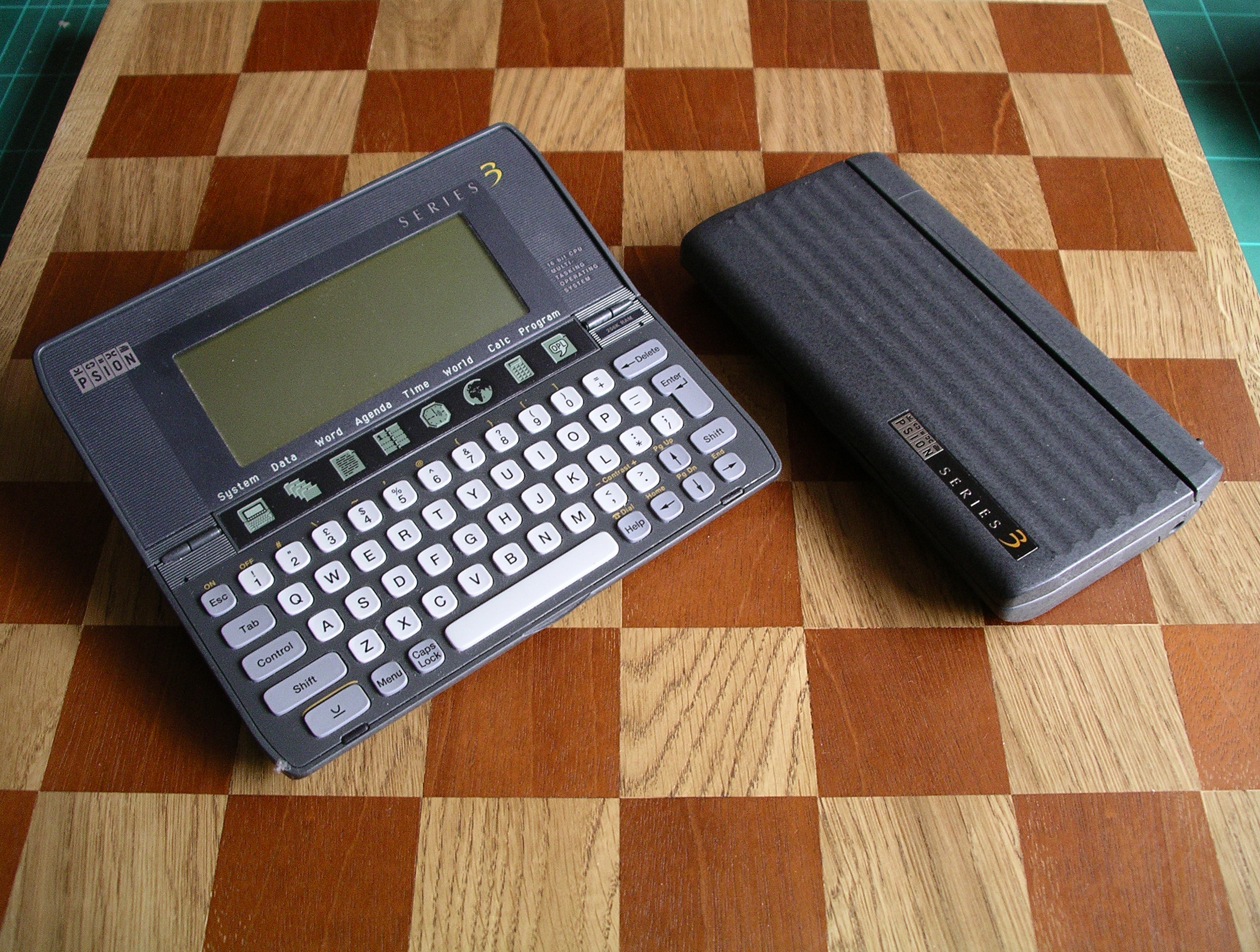
Psion Series 3

1991 lanserade Psion Serie 3, som var en handdator i sin moderna betydelse, med en rymlig skärm och ett normalt tangentbord. Serie 3 hade också ett modernt operativsystem vid namn SIBO, som ursprungligen kom från portföljdatorerna MC200 och MC400 som Psion hade lanserat 1989. I sin handdatorform bytte SIBO namn till EPOC16.
Efter ett antal modeller i serie 3 hoppade Psion över fyran och lanserade 1997 Serie 5. Den nya serien handdatorer, som var något större än sina föregångare, byggde på snabba 32-bitars ARM-processorer och fick det nya operativsystemet EPOC32. En stor nyhet för Psion, vars datorer tidigare hade varit styrda mest med tangentbordet, var stöd för pekskärmar, som användare kunde styra med en penna som med en mus eller skriva anteckningar direkt på skärmen. Också Serie 5 sålde bra, och licensierades även av Ericsson. Även en Serie 7 producerades, men såldes i många områden istället under namnet Netbook. Sjuan var betydligt större än andra datorer från Psion, och snarare att klassa som en subnotebook än en handdator.

## Psion byter inriktning
I takt med att utvecklingen på mobiltelefonområdet gick fram med stormsteg under slutet av nittiotalet kom de mer avancerade telefonmodellerna att kräva ett allt större utvecklingsarbete på mjukvarusidan – telefonerna höll på att bli till fullfjädrade små datorer. Att hålla telefonerna med fullt funktionsdugliga och moderna operativsystem var svårt för de enskilda mobiltillverkarna, men Psion hade ett utvecklat operativsystem i form av sitt EPOC, som var från början anpassat till små skärmar och utan problem kördes på datorer med begränsade prestanda. 1998 upprättade därför Ericsson, Nokia och Motorola tillsammans med Psion ett samägt företag som hädanefter skulle ta hand om utvecklingen av EPOC, och dess anpassning till mobiltelefoner. Företaget döptes till Symbian och EPOC bytte namn till Symbian OS. Psion ägde 20–30 % av aktierna i Symbian.

## Efter Symbian
I början av 00-talet försämrades marknaden för handdatorer, i synnerhet för Psions del. Konkurrerande lösningar som Palm och Windows CE tog marknadsandelar och de nya små handdatorerna med stora pekskärmar och utan tangentbord fick Psions lösningar att framstå som skrymmande och gammalmodiga. Psion drog sig ur konsumentmarknaden 2002. I och med att Psion hade köpt det kanadensiska företaget Teklogix kunde man dock helt övergå till en industri- och B2B-orienterad marknad. I Psion-Teklogix har handdatorverksamheten övergått till industriellt anpassade handterminaler för logistikhantering, och de nya terminalerna liknar mest av allt Psions allra första handdatorer både till utseende och användningsområde.
2004 avyttrade Psion, mot många aktieägares vilja, sitt aktieinnehav i Symbian till Nokia. Industriverksamheten är därmed det enda återstående affärsområdet inom företaget.

## Modeller
- Psion Organiser I
- Psion Organiser II CM/XP/LZ/LZ64
- Psion HC 100/110/120/150
- Psion MC 200/400/600
- Psion Serie 3
- Psion Serie 3a
- Psion Siena
- Psion Serie 3c
- Psion Serie 5
- Psion Workabout
- Psion Serie 3mx
- Psion Serie 5mx
- Psion Serie 5mx pro (enbart såld i Tyskland)
- Psion Workabout mx
- Psion Revo
- Psion Revo plus (i USA såld som Diamond Mako)
- Psion Series 7
- Psion netBook
- Psion netpad
- Psion Revo Conan (Prototyp på en Revo med bluetooth, bakgrundsbelysning och Symbian OS 6)
- Psion LX (Prototyp på en netBook pro med Linux)